# サンスイフト
サンスイフト（英語：Sunswift）はニューサウスウェールズ大学のソーラーカーチームである。チームは1996年以来5台製作している。最近のサンスイフトVはシリコン太陽電池のソーラーカーとしては世界最高で2013年ワールド・ソーラー・チャレンジのクルーザークラスで優勝している。

## サンスイフト V (eVe) （2012年 - 2015年）
サンスイフト V は2013年と2015年の ワールド・ソーラー・チャレンジに向けて製作された。総合3位でクルーザークラスでは1位だった。

## サンスイフト IV (IVy) （2009年 - 2011年）
サンスイフト IV は2009年の ワールド・ソーラー・チャレンジに向けて製作された。総合4位でシリコン部門では1位だった。

## ジェイカー サンスイフト III （2005年 - 2008年）

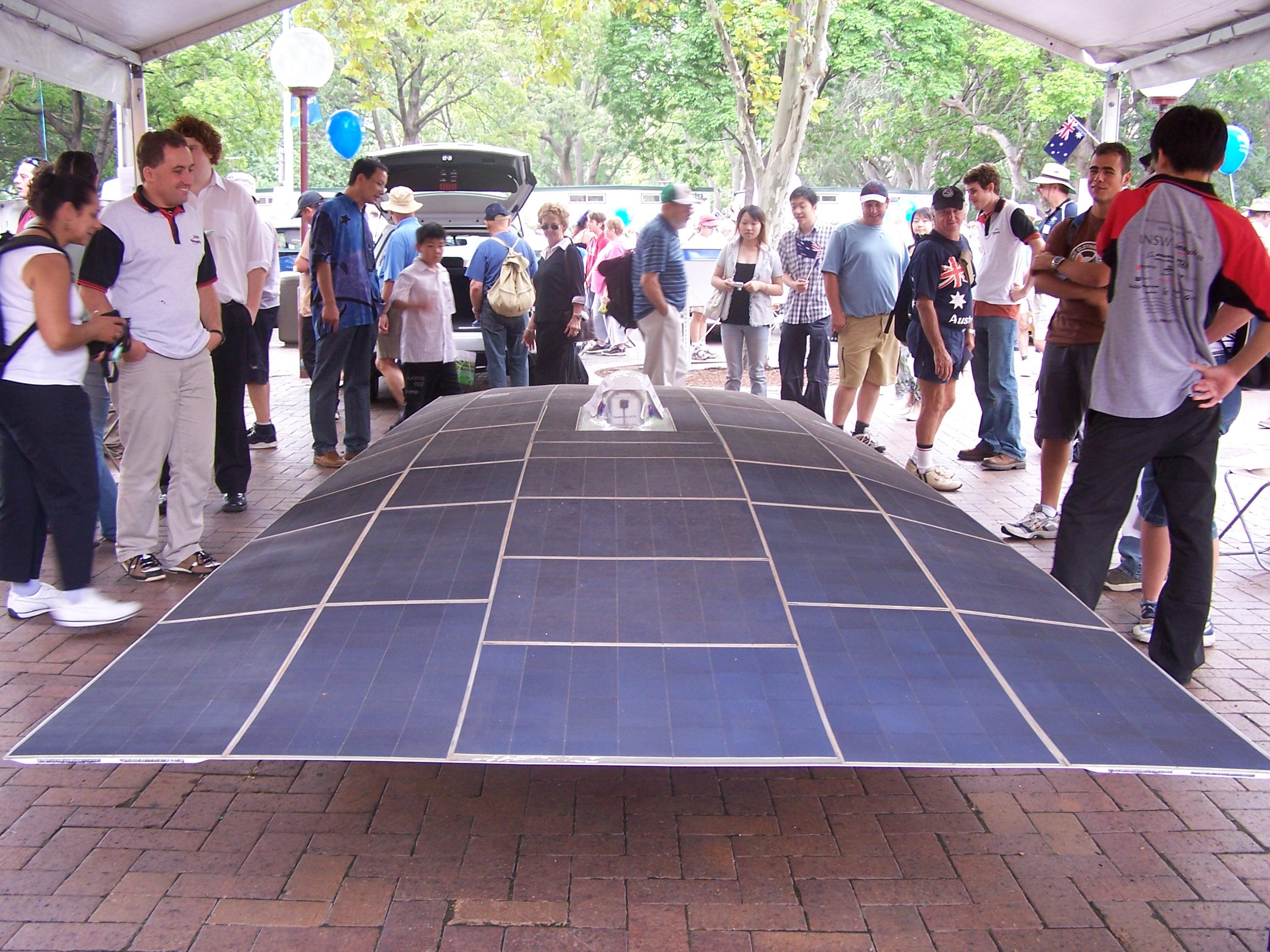
Sunswift III

ジェイカー サンスイフト III は2005年のWSCの為に設計された。機械的な問題によりレース前に破損して非公式で完走した。2007年にもアドベンチャークラスで2度目の出場に投入された。	

## UNSW サンスイフト II （1998年 - 2005年）

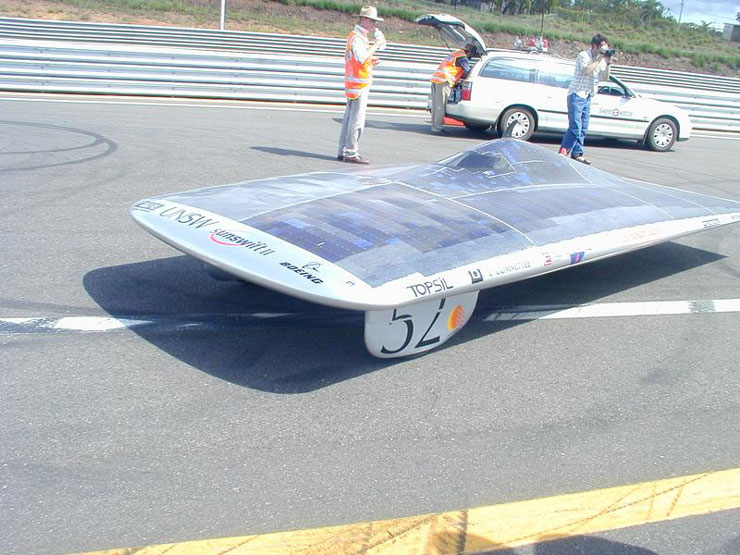
UNSW Sunswift II

1997年から2003年まで7年以かけて上開発された。そのため、4バージョンが存在した。2000年から2001年には埋め込み電極による太陽電池で出場した。これによりUNSW SRTは初めてで唯一の自家製太陽電池で出場したチームになった。この形式の太陽電池の変換効率で世界記録を樹立した。
UNSW サンスイフト IIに搭載されたニューサウスウェールズ大学で製作された"PERL"シリコン太陽電池は世界最高の変換効率を意味する。同様にチームは車体の曲面に応じて太陽電池を埋め込む革新的なセルのカプセル化技術を開発した。

## サンスイフト （1996年）
サンスイフトの原型は1995年にオーロラアソシエーションから購入されたものである。1996年のワールド・ソーラー・チャレンジ出場に向けてUNSW SRTによって徹底的に改良された。新しいモーターと制御装置、ロールケージ、車体と蓄電池が追加された。車両は9年間に40回以上出場した車齢にもかかわらずまだ競争力があった。サンスイフトでの経験は1997年から開始されたUNSW サンスイフト IIの開発に活用された。

## 実績
1. 1996年 ワールド・ソーラー・チャレンジ – サンスイフトは46台中9位だった。これは最初に出場した大学の参加者では良い成績でホンダやビール工科大学や三菱マテリアル等に次ぐものだった。
2. 1999年 NRMA 大陸横断記録への挑戦 – NRMA サンスイフト II は4,012 kmを10日で完走して、そのうち5日は悪天候だった。その為8½日の記録は破れなかったがこの記録への挑戦は2.4百万ドルに相当する宣伝効果があった。
3. 1999年 CitiPower サンレース – パースからシドニーまで3日で完走した。NRMA サンスイフト II は高い競争力のある枠で5台中3位だった。
4. NRMA サンスイフト II は連邦政府の要請で台北の見本市に参加した。
5. 1999年 ワールド・ソーラー・チャレンジ – NRMA サンスイフト II は48台中18位だった。
6. 2001年 ワールド・ソーラー・チャレンジ - UNSW サンスイフト II は11だった。
7. 2005年 ワールド・ソーラー・チャレンジ - UNSW サンスイフト III は5日で走破して9位だった。(シリコン太陽電池では一位)
8. 2007年 - Jaycar サンスイフト III はパース-シドニー間のソーラーカーによる世界記録を破った。5.5日で走破してこれまでの記録を3日も縮めた。
9. 2007年 ワールド・ソーラー・チャレンジ - Jaycar サンスイフト III は10月26日午後4時11分にゴールしてアドベンチャークラスでは4位で総合9位だった。チームは高効率の車両に贈られるフリースケール技術革新賞を受賞した。
10. 2009年 グローバル・グリーン・チャレンジ (ワールド・ソーラー・エボリューション) - サンスイフト IVは10月29日3時8分にゴールしてシリコンチャレンジ部門で1位で総合5位だった。